# The Rich Are Always with Us
Pour plus de détails, voir Fiche technique et Distribution.
The Rich Are Always with Us est un film américain réalisé par Alfred E. Green et sorti en 1932.

## Synopsis
La mondaine Caroline Grannard a tout ce qu’elle a toujours voulu, des amis, de l’argent et un bon mari. Cependant, lorsqu’elle apprend que Greg, son mari, a une liaison avec Allison Adair, une femme beaucoup plus jeune, elle est obligée de réévaluer sa vie.

## Fiche technique
- Titre original : The Rich Are Always with Us
- Réalisation : Alfred E. Green
- Scénario : Austin Parker (adaptation), d'après un roman de Ethel Pettit
- Photographie : Ernest Haller
- Montage : George Marks
- Direction artistique : Jack Okey
- Costumes : Orry-Kelly
- Musique : W. Franke Harling (non crédité)
- Production : Samuel Bischoff, Raymond Griffith et Darryl F. Zanuck (non crédités)
- Société de production : First National Pictures
- Distribution : Warner Bros.
- Pays : américain
- Langue : anglais, français
- Genre : Comédie dramatique
- Format : Noir et blanc - 35 mm - 1,37:1 - Son : Mono
- Durée : 71 minutes
- Date de sortie :
  - États-Unis : 21 mai 1932

## Distribution
- Ruth Chatterton : Caroline Grannard
- George Brent : Julian Tierney
- Bette Davis : Malbro
- John Miljan : Greg Grannard
- Adrienne Dore : Allison Adair
- John Wray : Clark Davis
- Robert Warwick : Le Docteur
- Walter Walker : Dante
- Virginia Hammond : Flo
- Berton Churchill : Juge Bradshaw